# 야마노스스메
《야마노스스메》(일본어: ヤマノススメ)는 시로가 쓴 일상물 만화이다. 어스 스타 엔터테인먼트의 "코믹 어스 스타'에 2011년부터 연재가 시작되었다. 낱권책은 어스 스타 엔터테인먼트에서 출간하고 있다. 8-bit가 제작한 애니메이션은 일본에서 2013년 1월부터 3월까지 방영되었고, 제2기 "야마노스스메 세컨드 시즌"은 2014년 7월부터 12월까지 방영, 제3기 "야마노스스메 서드 시즌"은 2018년 7월부터 9월까지 방영되었다 제4기 "야마노스스메 Next Summit"의 제작이 결정돼, 2022년 10월 5일부터 12월 21일까지 방영되다. 한국은 2022년 10월 18일부터 2023년 1월 3일까지 투니버스에서 4기를 동시 방영했다. 한편 10월 21일에 OVA와 1기를 방영했고, 10월 29일부터 11월 13일까지 2기와 3기가 동시에 방영되었다.

## 줄거리
아오이와 히나타는 어릴 적부터 친구이다. 아오이는 안에 있는 것을 좋아하고 높은 곳을 무서워하지만 히나타는 밖에 나돌아다니기를 좋아하고 산 타는 것을 좋아한다. 둘은 나이가 어릴 적에 함께 일출을 보기 위해서 함께 산을 타기로 한다.

## 등장인물
유키무라 아오이 (雪村 あおい)
성우 - 이구치 유카
고등학생 소녀. 어릴 적에 놀이터에서 떨어져서 다리가 부러진 이후 높은 곳을 무서워한다. 히나타의 영향 덕분에 등산에 흥미를 갖기 시작했다.
쿠라우에 히나타 (倉上 ひなた)
성우 - 아스미 카나
산을 좋아하는 매우 활달한 소녀. 아오이와는 초등 학교때 친구였고 고등학교 때 다시 만나게 된다. 아오이가 고소공포증을 극복하도록 도와주고 함께 등산을 한다.
사이토 카에데 (斉藤 楓)
성우 - 히카사 요코
아오이의 고등학교 선배. 등산을 좋아한다. 상점가에서 아오이를 만나면 친구같이 대해준다.
아오바 코코나 (青羽 ここな)
성우 - 오구라 유이
중학생. 아오이와 히나타를 만나서 등산로에서 친구가 된다.
쿠로사키 호노카 (黒崎 ほのか)
성우 - 토야마 나오
타니가와 산을 등산할 때 아오이가 만난 젊은 사진가.
사사하라 유우카 (笹原 ゆうか)
성우 - 마키노 유이
카에데의 중고등학교 같은 반 친구. 카에데가 등산을 할 때마다 카에데의 안전에 대해 걱정한다.
쿠라우에 켄이치 (倉上 健一)
성우 - 오기노 세이로
히나타의 아버지. 경험 많은 등산가라서 아오이와 히나타가 어릴 적에 타니가와 산에 데려간 적이 있다.
오노즈카 히카리 (小野塚 ひかり)
성우 - 기부 유코
아오이 근처의 케이크 가게에서 아르바이트를 하는 에너지가 넘치는 대학생.
센주인 코하루 (千手院 小春)
아오이가 있는 고등학교의 등산부 부장.
유키무라 메구미 (雪村 恵)
성우 - 히사카와 아야
아오이의 어머니.
아오바 마이 (青羽 麻衣)
성우 - 하야미즈 리사
코코나의 어머니.

## 만화
"야마노스스메"는 시로가 쓴 만화이며, 어스 스타 엔터테인먼트의 '코믹 어스 스타'의 2011년 8월 12일에 발매되는 2011년 9월호부터 연재가 시작되었다. 단행본은 2012년 6월 12일부터 2023년 12월 13일까지 총 24권이 발매되었다.

## 애니메이션
야마노스스메의 애니메이션은 야마모토 유스케가 감독을 맡았고 8-bit가 제작했으며 도쿄 MX에서 2013년 1월 3일부터 3월 21일까지 방영되었고 Crunchyroll에서 동시 방영되었다. 오프닝 테마는 이구치 유카와 아스미 카나가 부른 "스타카토 데이즈"(일본어: スタッカート・デイズ)였다. 이 애니메이션은 5분 분량 애니메이션 총 12화로 구성되었으며, 2013년 5월 4일에 블루레이 디스크가 발매될 때에는 추가 OVA 에피소드가 추가되었다. 제 2기인 "야마노스스메 세컨드 시즌"은 15분 분량 총 24화로 구성되어 있으며 2014년 7월 9일부터 방영을 시작했다. 오프닝은 이구치 유카, 아사미 카나, 히카사 요코, 오구라 유이가 부른 "여름빛깔 선물"(일본어: 夏色プレゼント)이고, 엔딩곡은 1화부터 12화까지는 오구라 유이가 부른 "Thinking Smile", 13화부터 15화까지는 "스타카토 데이즈", 16화부터는 "Cocoiro Rainbow"이다.